# Alexander Markschies
Alexander Markschies (* 26. Februar 1969 in Berlin-Nikolassee) ist ein deutscher Kunsthistoriker und lehrt an der RWTH Aachen.

## Leben
Alexander Markschies’ Vater war Lothar Markschies, Professor für neuere deutsche Literatur an der FU Berlin, seine Mutter eine promovierte Lehrerin für Deutsch und Geschichte, sein Bruder ist der Kirchenhistoriker Christoph Markschies (* 1962).
Markschies studierte Kunstgeschichte, Klassische Archäologie, mittelalterliche und neuere Geschichte an der LMU München, der Universität Osnabrück, der TU Berlin, der Universität Florenz und der Universität Bonn. Von 1991 bis 1995 war Alexander Markschies Stipendiat der Friedrich-Ebert-Stiftung. Im Jahr 1994 schloss er das Studium mit dem Magister mit einer Arbeit zu dem Thema Die Lettner der Marienkirche in Gelnhausen ab. 
Im Jahr 1999 wurde er an der Universität Bonn mit dem Thema Gebaute Armut – San Salvatore e San Francesco al Monte in Florenz promoviert. Seit 1998 war Markschies Redakteur der Zeitschrift für Kunstgeschichte und von 2004 bis 2014 Mitherausgeber. Nachdem Markschies am Institut für Kunstgeschichte der RWTH Aachen zunächst von 1998 bis 2001 als wissenschaftlicher Mitarbeiter und von 2001 bis 2002 als wissenschaftlicher Assistent angestellt war, erhielt er 2002 eine Juniorprofessur. Seit dem Wintersemester 2003 übernahm er die Aufgaben des Lehrstuhlvertreters und wurde 2006 offiziell zum Inhaber des Lehrstuhles ernannt. Seit Oktober 2003 ist er auch Direktor der Sammlungen des Reiff-Museums der RWTH Aachen. Im Jahr 2006/2007 habilitierte er sich an der Universität Basel. Von 2014 bis 2019 war Alexander Markschies Dekan der Fakultät für Architektur der RWTH Aachen.
Markschies ist Verfasser und Herausgeber zahlreicher kulturgeschichtlicher Publikationen zur Architektur- und Kunstgeschichte der Renaissance und der Neuzeit. Darüber hinaus verfasste er Artikel für das Allgemeine Künstlerlexikon, Metzlers Enzyklopädie der Neuzeit und Metzlers Lexikon Kunstwissenschaft.

## Schriften (Auswahl)
- Die Siegessäule. In: Till Meinert (Hrsg.): Der Berliner Kunstbrief. Berlin 2001.
- „Gebaute Pracht“ – Der Palazzo Strozzi in Florenz (1489–1534). In: Norberto Gramaccini (Hrsg.): Quellen zur Kunst. Band 11, Freiburg 2000.[9]
- „Gebaute Armut“ – San Salvatore e San Francesco al Monte in Florenz (1418–1504). In: Andreas Beyer (Hrsg.): Aachener Bibliothek. Band 2, München/Berlin 2001.[10]
- Ikonen der Renaissancearchitektur / Icons of Renaissance Architecture. Prestel, München / New York 2003, ISBN 978-3-7913-2840-9.[11]
- Mustergültig. Gemäldekopien in neuem Licht. Das Reiff-Museum der RWTH Aachen, Ausstellungskatalog Suermondt-Ludwig-Museum Aachen 20. Dezember 2008 – 22. März 2009., Hrsg. Alexander Markschies, Martina Dlugaiczyk, Berlin 2008.
- Städte, Höfe und Kulturtransfer. Studien zur Renaissance am Rhein. In: Alexander Markschies, Stephan Hoppe, Norbert Nußbaum (Hrsg.): 3. Sigurd Greven-Kolloquium zur Renaissanceforschung. Tagungsakten des Kolloquiums der kunsthistorischen Institute an den rheinischen Universitäten Aachen, Bonn, Düsseldorf und Köln, 18. bis 20. Juni 2009 am LVR-LandesMuseum Bonn anlässlich der Ausstellung „Renaissance am Rhein“. Regensburg 2010.
- Venite et videte, Kunstgeschichtliche Dimensionen der Aachener Heiligtumsfahrt – Beiträge einer wissenschaftlichen Tagung des Institutes für Kunstgeschichte der RWTH Aachen in Zusammenarbeit mit der Bischöflichen Akademie des Bistums Aachen. Hrsg. Andreas Gormanns, Alexander Markschies, Aachen 2012.
- Gut geklaut, ist halb gebaut – die Vorgeschichte des Bode Museums. In: In situ. Zeitschrift für Architekturgeschichte. Band 2, 2010, 1, S. 45–64.
- Gut geklaut, ist halb gebaut – die Vorgeschichte des Bode Museums. In: Bernd Wolfgang Lindemann (Hrsg. für die Staatlichen Museen zu Berlin): Bode-Museum: Architektur – Sammlung – Geschichte. Berlin 2010, S. 12–34.
- Uwe Schröder, Thomas Schmitz, Franziska Kramer, Anja Neuefeind (Hrsg.): Orte der Farbe. Zur chromatischen Stimmung von Räumen der Architektur. Verlag der Buchhandlung Walther König, Köln 2019, ISBN 978-3-96098-524-2 mit Beiträgen von Detlef Beer, Peter Bialobrzeski, Elger Esser, Markus Grob, Léon Krier, Johannes Kühl, Alexander Markschies, Wolfgang Meisenheimer, Michael Mönninger, Rolf Sachsse, Matthias Sauerbruch, Manfred Speidel und Katrin Trautwein